# Dawid Kocyła
Dawid Kocyła, né le 23 juillet 2002 à Bełchatów en Pologne, est un footballeur polonais qui évolue au poste d'ailier droit au Arka Gdynia.

## Biographie

### Carrière en club
Né à Bełchatów en Pologne, Dawid Kocyła est formé par le club de sa ville natale, le GKS Bełchatów. Le club évolue alors en deuxième division.
En janvier 2020, il s'engage avec le Wisła Płock. Le transfert est annoncé en décembre 2019, et le joueur signe un contrat de trois ans. Le 9 février 2020, il joue son premier match sous ses nouvelles couleurs, lors d'une rencontre de championnat face au Pogoń Szczecin. Il est titularisé et son équipe s'incline par trois buts à deux. Le 31 mai 2020, il inscrit son premier but en première division, lors de la défaite des siens face au Korona Kielce (1-4).

### En sélection
En août 2019, Dawid Kocyła est appelé pour la première fois avec l'équipe de Pologne des moins de 19 ans. Il joue son premier match avec cette sélection le 6 septembre 2019 face à l'Arménie. Il entre en jeu à la place de Bartosz Białek, et son équipe s'impose par deux buts à zéro. Le 8 octobre 2020, pour sa quatrième apparition, il inscrit son premier but, face au Danemark. Entré en jeu à la place d'Aleksander Buksa, il ne peut éviter la défaite des siens malgré son but (1-3).